# Constantin Ier (prince d'Arménie)
Pour l’article homonyme, voir Constantin Ier.
Constantin Ier, en arménien Կոստանդին Ա (Kostandin), né vers 1050-1055 et mort vers 1102, fut seigneur de Bartzeberd et de Vahka de 1095 à 1102 de la famille des Roupénides. Il était fils de Roupen Ier, seigneur de Bartzeberd.

## Biographie
Il succéda à son père qui s'était installé dans le nid d'aigle de Bartzeberd. Il n'eut pas à combattre les Turcs Seldjoukides, car ceux-ci furent battus par les croisés et durent évacuer la plaine cilicienne, que les Byzantins réoccupèrent. Selon le chroniqueur Mathieu d'Édesse, les seigneurs arméniens Constantin, fils de Roupen, Pazuni et Oshin envoyèrent en 1097 et en 1098 des soldats pour soutenir les Croisés et leur prêter main-forte. Constantin profita ensuite des troubles consécutifs à l'élimination des Seldjoukides et à l'arrivée des Byzantins pour se tailler une principauté, en prenant plusieurs forteresses et villes sur les Grecs. Ce fut notamment le sort de la place-forte de Vahka, située dans l'Anti-Taurus, et dont il fit sa capitale et sa résidence.
La date de son décès n'est pas connue avec précision : Mathieu d'Édesse assure qu'il eut lieu le 24 février 1099, tandis que la chronique du roi Hethoum II assure qu'elle eut lieu le 23 février 1102. Il fut inhumé dans le couvent de Gasdaghon.

## Mariage et enfants
Son épouse n'est pas connue, la Chronique d'Alep se borne à dire qu'elle descendait de Bardas Phocas. De ce mariage sont issus :
- Thoros Ier (mort en 1129), prince des Montagnes
- une fille renommée Béatrice après son mariage en 1100 avec Josselin Ier de Courtenay, seigneur de Turbessel et futur prince de Tibériade et comte d'Édesse.
- Léon Ier (mort en 1140)